# Топ-5 Авто
«ТОП-5 АВТО» — российская ежегодная автомобильная премия, учрежденная «Национальной академией автомобильного бизнеса» («НААБ») в 2012 году. Жюри состоит из более чем 40 независимых автомобильных журналистов, работающих в разных СМИ на территории России. Председателем жюри премии с момента её основания до февраля 2015 года являлся автор и ведущий программ на радио «Эхо Москвы» Александр Пикуленко. С февраля 2015 года — главный редактор радио «Страна» Антон Чуйкин.
Премия присуждается в пяти основных и трех специальных категориях. Первая церемония вручения премий состоялась 23 мая 2013 года на сцене Московского Театра мюзикла (ДК им. Горбунова). Вторая церемония прошла 22 мая 2014 года в Международном мультимедийном пресс-центре РИА Новости.. Третья церемония состоялась 25 мая 2015 года в московском клубе ICON. Четвертая церемония прошла 25 мая 2016 года в московском ресторане G.GRAF. Шестая церемония состоялась 23 мая 2018 года на площадке "Над Москвой" башни Федерация комплекса Москва-Сити.

## Методология отбора и процедура голосования
Голосование проводится в два этапа. На первом этапе члены жюри определяют пятерку номинантов в каждой из категорий. На втором этапе происходит выбор победителей из числа номинантов.
Кандидатом может стать любая новая модель автомобиля, имеющая российский сертификат ОТТС (одобрение типа транспортного средства), вне зависимости от страны происхождения, официальные продажи которой в России стартовали в течение календарного года. Кроме того, модель должна быть абсолютно новой либо претерпевшей сильные изменения в конструкции и дизайне..
Жюри оценивает модели, исходя из пяти основных критериев: соотношения цены и качества, дизайна, технических инноваций, комфорта и практичности. При определении номинантов оргкомитетом высчитывается средний балл каждой модели. То есть, итоговый балл, набранный той или иной моделью автомобиля, делится на количество оценивших её членов жюри. Пять кандидатов в каждой категории с наилучшими показателями среднего балла становятся номинантами..
В специальной категории «Авто-персона года» номинанты определяются на основании данных медиамониторинга по ключевым фигурам в российском автомобильном деле и автоспорте. Пятерку номинантов составляют персоны с наибольшим количеством позитивных или нейтральных упоминаний в СМИ за календарный год.
На втором этапе голосования каждый член жюри должен выбрать лучший по его мнению вариант из пяти номинантов, представленных в бюллетенях. Обработка итогов голосования и сертификация голосов членов жюри производится международной аудиторской компанией KPMG.

## Номинации

### Основные
1. Компактный городской автомобиль (сегменты А — mini, B — small, C — medium, М — multi-purpose по классификации Euro Car Segment, сегменты Passenger Car, MPV по классификации Euro NCAP)
2. Большой и представительский городской автомобиль (сегменты D — large, E — executive, F — luxury, M — multi purpose по классификации Euro Car Segment, сегмент Passenger Car по классификации Euro NCAP)
3. Компактный кроссовер / внедорожник и автомобиль повышенной проходимости (сегмент J — sport utility car по классификации Euro Car Segment, сегмент Off-roader по классификации Euro NCAP)
4. Большой кроссовер / внедорожник (сегмент J — sport utility car по классификации Euro Car Segment, сегмент Off-roader по классификации Euro NCAP)
5. Спортивный автомобиль / купе / родстер / кабриолет (сегмент S — sport по классификации Euro Car Segment, сегменты Passenger Car, Roadster по классификации Euro NCAP)

### Специальные
1. Легкий коммерческий автомобиль / пикап (сегмент LCV, автомобили общей массой до 3,5 тонн, используемые преимущественно в коммерческих целях, сегмент Pickup по классификации Euro NCAP)
2. Авто-персона года (за выдающиеся достижения на поприще автомобильного бизнеса в России)
3. Лучший PR-департамент автопроизводителя (за компетентность и эффективную коммуникацию)

В 2013 году все кроссоверы, внедорожники и пикапы были в единой категории «Кроссовер / внедорожник / пикап»

## Автомобили-победители
| Год  | Компактный городской автомобиль | Большой и представительский городской автомобиль | Компактный кроссовер / внедорожник и SUV | Большой кроссовер / внедорожник | Спортивный автомобиль / купе / родстер / кабриолет | Легкий коммерческий автомобиль / пикап |
| ---- | ------------------------------- | ------------------------------------------------ | ---------------------------------------- | ------------------------------- | -------------------------------------------------- | -------------------------------------- |
| 2018 | Lada Vesta SW Cross             | Volvo V90 Cross Country Mercedes-Benz S-Class    | Volvo XC60                               | Range Rover Velar               | Lexus LC 500                                       | Renault Dokker                         |
| 2017 | Audi A3                         | Volvo S90                                        | Hyundai Creta                            | Cadillac XT5                    | Nissan GT-R R35                                    | VW Amarok                              |
| 2016 | Lada Vesta                      | Škoda Superb                                     | Hyundai Tucson                           | Volvo XC90                      | Jaguar F-Type AWD                                  | ГАЗель Next фургон                     |
| 2015 | Škoda Rapid                     | BMW 4-серии Gran Coupé                           | Porsche Macan                            | Range Rover Long                | BMW M4 Coupé Jaguar F-Type Coupé                   | Ford Transit V / Transit Custom        |
| 2014 | Škoda Octavia III               | Mercedes-Benz S-Класс (W222)                     | Volvo V40 Cross Country                  | Range Rover Sport II            | Jaguar F-Type                                      | ГАЗель Next                            |
| 2013 | Audi A3 III                     | Mazda 6 III                                      | Range Rover IV                           | Range Rover IV                  | Subaru BRZ / Toyota GT86                           | Mercedes-Benz Vito II / Viano W639     |